# Гурюк, Пантелей Андреевич
Пантелей Андреевич Гурюк — молдавский советский хозяйственный, государственный и политический деятель, Герой Социалистического Труда.

## Биография
Родился в 1918 году в селе Бозиены. Член КПСС с 1957 года.
Участник Великой Отечественной войны. 
С 1947 года — на хозяйственной, общественной и политической работе. В 1947—1982 гг. — председатель Бозиенского райисполкома, учётчик Котовской МТС, бригадир виноградарской бригады колхоза «40 лет Октября» села Бозиены, бригадир виноградарской бригады совхоза-завода «Бозиены» Котовского района Молдавской ССР.
Указом Президиума Верховного Совета СССР от 8 декабря 1973 года присвоено звание Героя Социалистического Труда с вручением ордена Ленина и золотой медали «Серп и Молот».
Умер до 1985 года.

## Комментарии
1. ↑  Ныне — в Хынчештском районе Молдавии.